# Ed Berner
Ed Berner (Burlington, Nova Jérsei, 29 de maio de 1966) é um músico que fez diversos trabalhos para várias bandas como Backstreet Boys, mas ficou mais conhecido por ter sido guitarrista da banda britânica de new wave, A Flock Of Seagulls durante a década de 1990, atualmente Berner é um cozinheiro e dono da Rockin 'Road Grill desde 2015.

## Carreira
Edward nasceu em Burlington, Nova Jérsei, Estados Unidos em 29 de maio de 1966, e desde pequeno sempre gostou de cozinhar, por conta de sua mãe que o ensinou e o fez amar fazer comida, logo após ele se apaixonar pelo mundo da culinária, ele começou também a se apaixonar pelo mundo da música e começou a tocar guitarra, ele estudou na Holy Cross High School durante o ensino médio, e logo após se formar começou, ele foi fazer faculdade de gastronomia na The Restaurant School Of Philadelphia, onde se formou em 1986.
Dois anos depois, em 1988, Berner fez um teste para integrar a banda britânica de new wave, A Flock Of Seagulls, que na época havia voltado após dois anos de silêncio, Berner foi contratado pela banda e se tornou seu guitarrista principal por um longo período de tempo, Eddie esteve com a banda durante a gravação do EP intitulado Magic e alguns anos mais tarde gravou em 1994 o álbum The Light at the End of the World que foi lançado apenas nos Estados Unidos em 14 de março de 1995, se tornando o quinto álbum de estúdio da banda, Berner permaneceu na banda por mais um tempo, até ser substituído por Joe Rodriguez em 1998.
No início dos anos 2000, Eddie trabalhou fazendo demos de músicas para várias bandas que estavam começando, como Backstreet Boys e NSYNC, Berner também participou ajudando em músicas de diversos estilos diferentes, desde new wave a rock e rap a country, até que no ano de 2005, quando estava na casa do ator de Hollywood Steven Seagal com alguns outros amigos, Berner mostrou os seus talentos na guitarra e deixou o ator impressionado, Seagal então, convidou Eddie para ajudá-lo em um álbum para a sua banda no House Of Blues.
Em 2015, Berner conseguiu finalmente realizar o seu sonho de infância e criou o seu restaurante que misturava comida com a música, suas duas paixões, o Rockin 'Road Grill, que Eddie continua trabalhando desde então.

## Guitarras
Ed Berner usou várias guitarras ao longo dos anos em que esteve no A Flock Of Seagulls, entre elas ele teve duas Fender Stratocaster, uma preta com cromado e uma totalmente branca. Além dessas duas guitarras ele duas guitarras da marca Fernandes, do modelo Vertigo, uma era totalmente branca com um crucifixo e outra totalmente preta com um crucifixo também nela, ambas essas guitarras tinham crucifixos por conta da religião de Berner, já que Ed é um católico.

## Discografia

### Álbuns com A Flock Of Seagulls
- The Light at the End of the World (1995)

### EPs com A Flock Of Seagulls
- Magic (1989)